# Patios de Toledo
El patio es un estilo arquitectónico muy prevalente en la ciudad española de Toledo. El calor del verano, las calles estrechas, y la proximidad de las casas en el casco antiguo de Toledo facilitan la necesidad de una evasión, con luz natural y aire.

## El estilo arquitectónico y la función de los patios

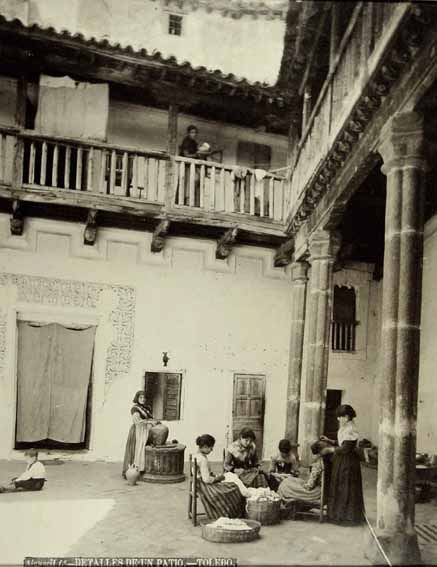
Patio toledano fotografiado por Casiano Alguacil en el

Los patios, abiertos al sol, a la luz, y al aire libre, proveen esta evasión a los toledanos que los tienen en sus casas. Así, la “casa Toledana,” en general, está organizada en torno a un patio.
El concepto de los patios muestra el verdadero valor de Toledo. Como se dice la Asociación Amigos de los Patios de Toledo, “nadie puede imaginar, que, en una casa sencilla, tras una fachada, a veces inexpresiva y normal, pueda encontrarse una maravilla así: un patio toledano.” El patio toledano es una herencia cultural de las distintas civilizaciones que se establecieron en la ciudad: los Romanos, los visigodos, árabes, judíos, cristianos, y los musulmanes. La influencia musulmana se muestra a través del estilo Mudéjar, un estilo arquitectónico muy importante en la historia de España, que es ejercida por los musulmanes que se quedaron en España después de la Inquisición española en 1492. 

### Elementos básicos de un patio toledano

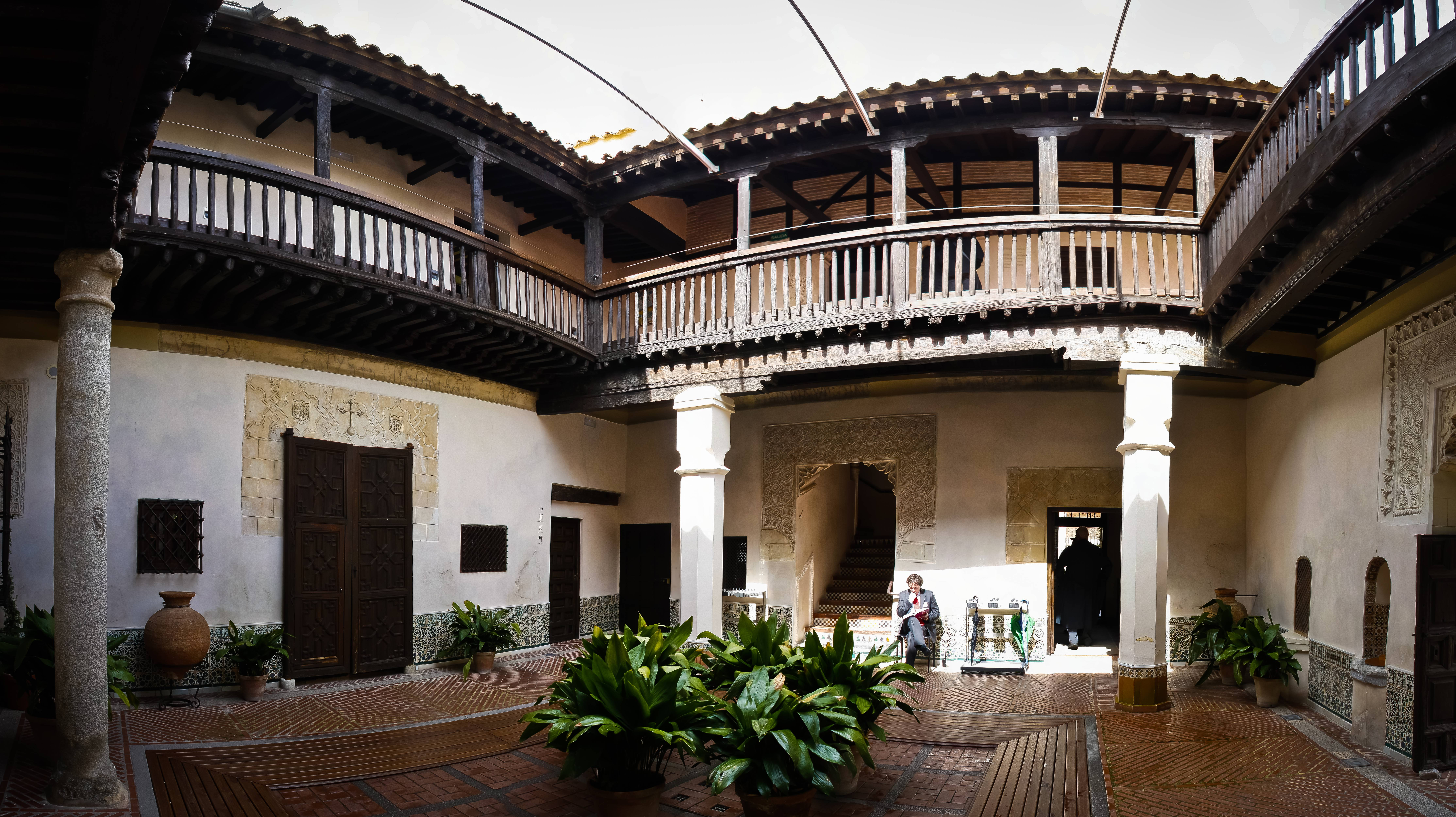
Patio interior en la casa-museo del Greco

Hay rasgos arquitectónicos que típicamente caracterizan un patio toledano. Según la Asociación Amigos de los Patios de Toledo, los elementos básicos de una casa-patio toledano son: el zaguán, el patio y la escalera, que tienen una secuencia ambiental, siendo además los elementos de mayor carga arquitectónica y orgánica. Además, hay elementos ornamentales: columnas, zapatas, y artesonados, por ejemplo. También, el agua, en la forma de una fuente, y las plantas son elementos indispensables y constituyen el alma de los patios toledanos; el agua, porque el sonido contribuya a la paz del patio, y las plantas, porque contribuyen al ámbito del patio. El agua y las plantas son elementos que crea frescura y sonido en el lugar.
El agua no solo tiene un rol en el ambiente del patio, sino una función muy importante para la casa y la familia. Hay que recordar la relación especial de Toledo con el agua: por su topografía, Toledo ha tenido siempre un problema de abastecimiento de agua, que ya los romanos solucionaron con un acueducto que fue destruido, y que en el siglo XVI se quiso resolver con el Artificio de Juanelo Turriano que no llegó a ejecutarse finalmente. En esta situación, la ciudad tuvo que hacer frente a la escasez de agua con depósitos privados como son los aljibes, anclados bajo el patio. Así el patio suministra agua, luz y aire convirtiéndose en un espacio esencial para dar vida a las construcciones toledanas. La vinculación del patio al aljibe es tan estrecha que escritor español del Renacimiento Luis Hurtado de Toledo anota en su memorial que “no hay casa de patio sin un pozo o una cisterna que recoja la dicha agua de lluvias y muy pocas casas sin aljibes muy capaces que se llenan con agua del rio Tajo y que en verano por ser en piedra son muy fríos.”

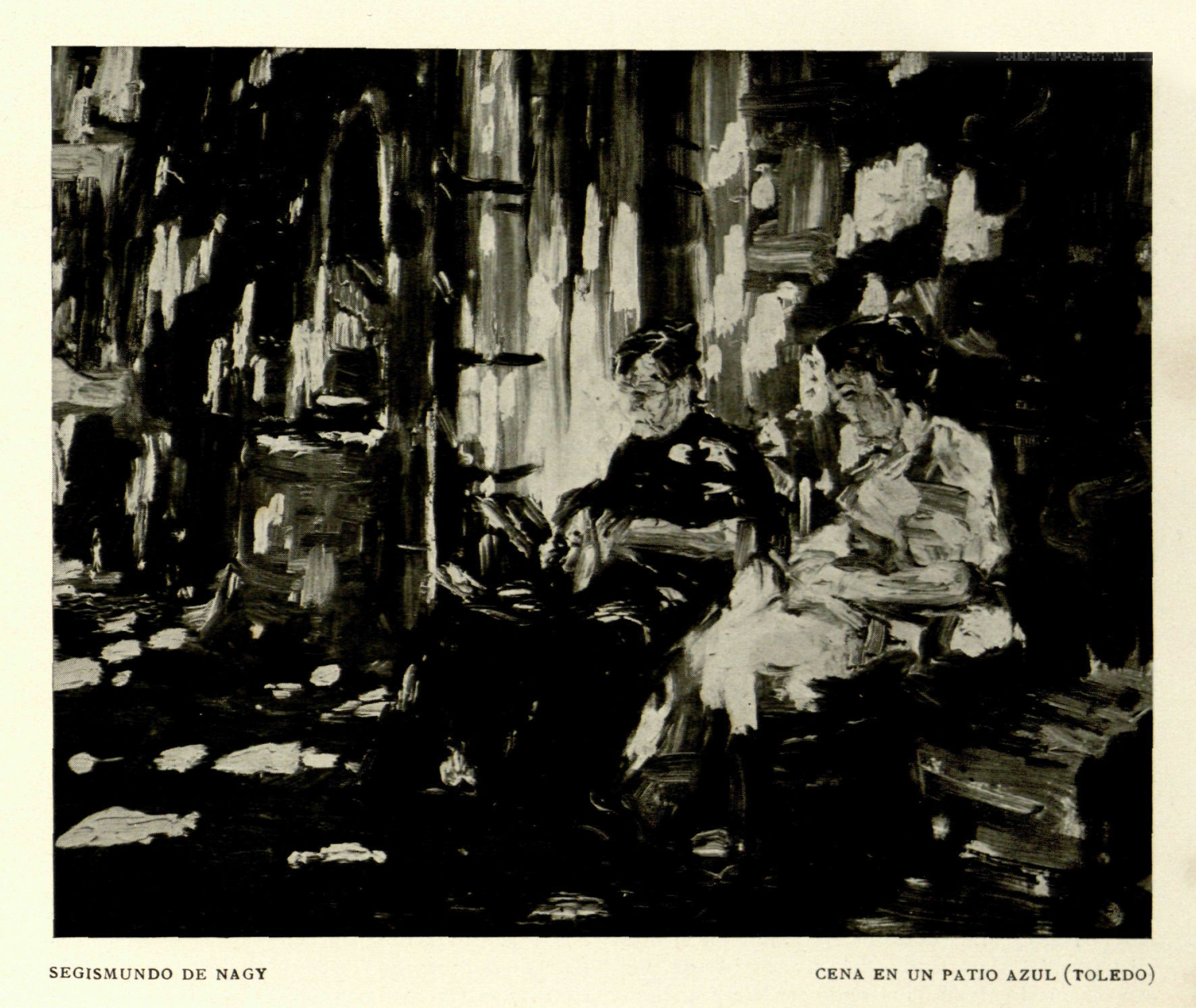
Cena en un patio azul (Toledo). De Segismundo de Nagy

Juan Meneses Revenga, socio fundador de la Asociación Amigos de los Patios de Toledo, en diciembre de 2007 presentó el libro El patio toledano, perduración y evolución, es un estudio imprescindible para determinar lo que ha sido, es y será el patio en nuestra ciudad. El libro intenta descubrir por qué la casa-patio toledana es, invariablemente, el prototipo de edificación en el centro histórico desde hace tantos siglos. Dicho libro, agotado, fue patrocinado por el Consorcio de la Ciudad de Toledo.

### Patrimonio cultural
El patio como estilo arquitectónico ha existido para más que 5.000 años, en Asia Menor, en Grecia clásica con el “megaron,” y en la época romana; sin embargo, el precedente más próximo al “patio toledano” de hoy viene de la cultura islámica. La casa típica musulmana se construye de unas habitaciones alrededor de un patio central.
El patio toledano es una manifestación física y visual de las “tres culturas" de Toledo. Toledo es conocida como “la ciudad de las tres culturas,” por haber estado poblada durante siglos por cristianos, judíos, y musulmanes. Igualmente se puede apreciar la fusión arquitectónica que hay de la estética occidental con el estilo musulmán favorecida por la posición geográfica de España, un puente entre el mundo occidental y el mundo musulmán, además del mediterráneo, de aquí su mezcla de culturas manifestada en los patios.

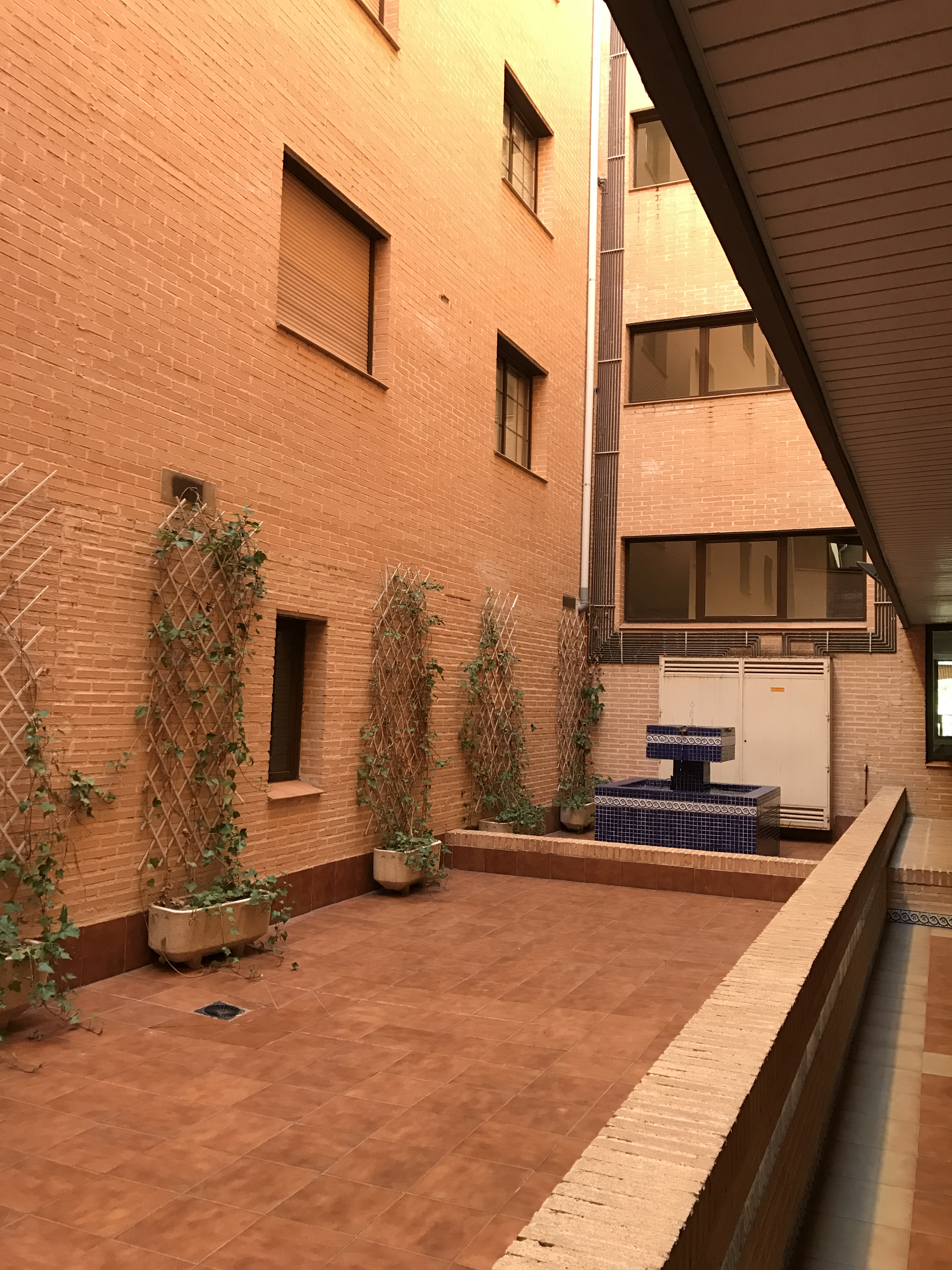
El patio moderno de un edificio de apartamentos moderno en Toledo, España.

### Influencia en la arquitectura moderna
El patio toledano ha tenido una gran influencia en el estilo arquitectónico en la ciudad, no solo las casonas en el casco histórico tienen patios, sino también los edificios de apartamentos en los barrios más modernos. Esta foto es de un edificio en un barrio cerca de la Plaza de toros de Toledo. El patio vuelve a tener su protagonismo y muestra una gran influencia de los patios tradicionales en la construcción nueva. Aquí se puede ver su acceso inmediato al entrar en las viviendas y sus elementos básicos, como la fuente de agua, las plantas, la luz natural y el aire libre; y las ventanas que dan al patio. Este patio no tiene un estilo específico, es una modernización del concepto, que toma su inspiración de muchos de los elementos básicos del patio toledano. La prevalencia del patio toledano en edificios nuevos muestra la influencia que ha tenido el patio en la construcción de casas toledanas a lo largo del tiempo. Así, el patio, con el aire libre, la luz, y el agua, no es un lujo, es básico en la casa toledana sin que puedan separarse las influencias que han tenido las distintas culturas—musulmán, judío, y cristiana—que están tan grabadas en la identidad de Toledo.

## Tipos de patios
Hay diferentes estilos de patio que se encuentra en Toledo. Según el toledano Profesor, D. Guillermo Téllez, gran estudioso de la casa toledana, en su ensayo “La Casa Toledana,” hay influencia árabe, gótica, mudéjar, renacimiento, barroca, y neoclásica en los patios de Toledo, cada una con distintas características. Téllez ha elegido un ejemplo específico y arquetípico de cada estilo de patio, algunos están en Toledo, y los demás son de otros sitios de España. Se puede ver los diferentes estilos a través de una serie de características: la forma y dimensiones, las galerías, las zapatas, los pilares, la altura, y los pies derechos son algunos ejemplos. 

### Gótico
Según Téllez, el estilo gótico es lo más abunda en los patios de Toledo. Los patios góticos aprovechan columnas y capiteles irregulares. Un ejemplo bueno de las columnas de un patio gótico es visible en el patio de la calle Nuñez del Arce, 12. En este ejemplo, las columnas son góticas, pero el resto del patio es un ejemplo del estilo barroco.

### Mudéjar

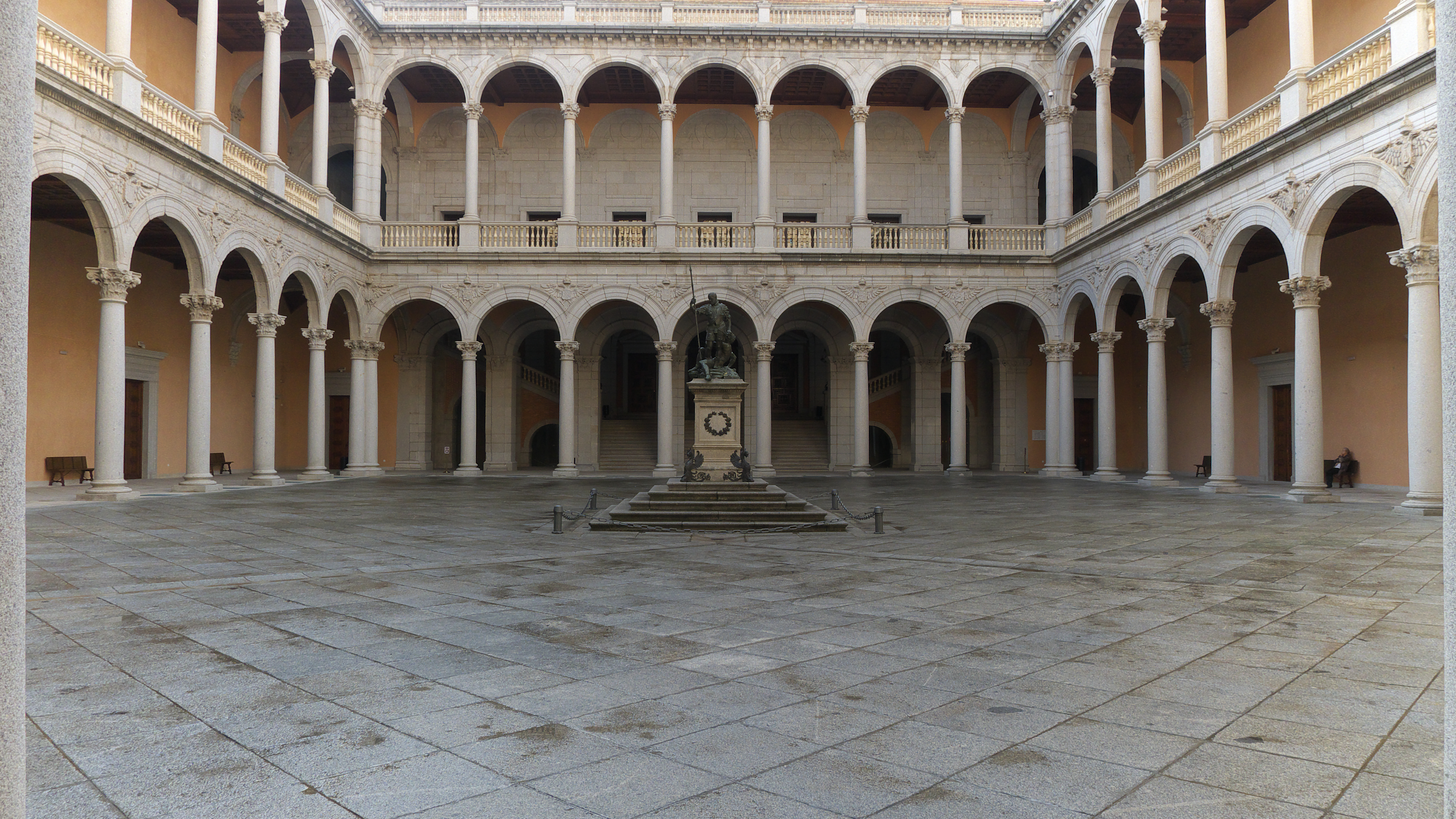
El patio central del Alcázar de Toledo.

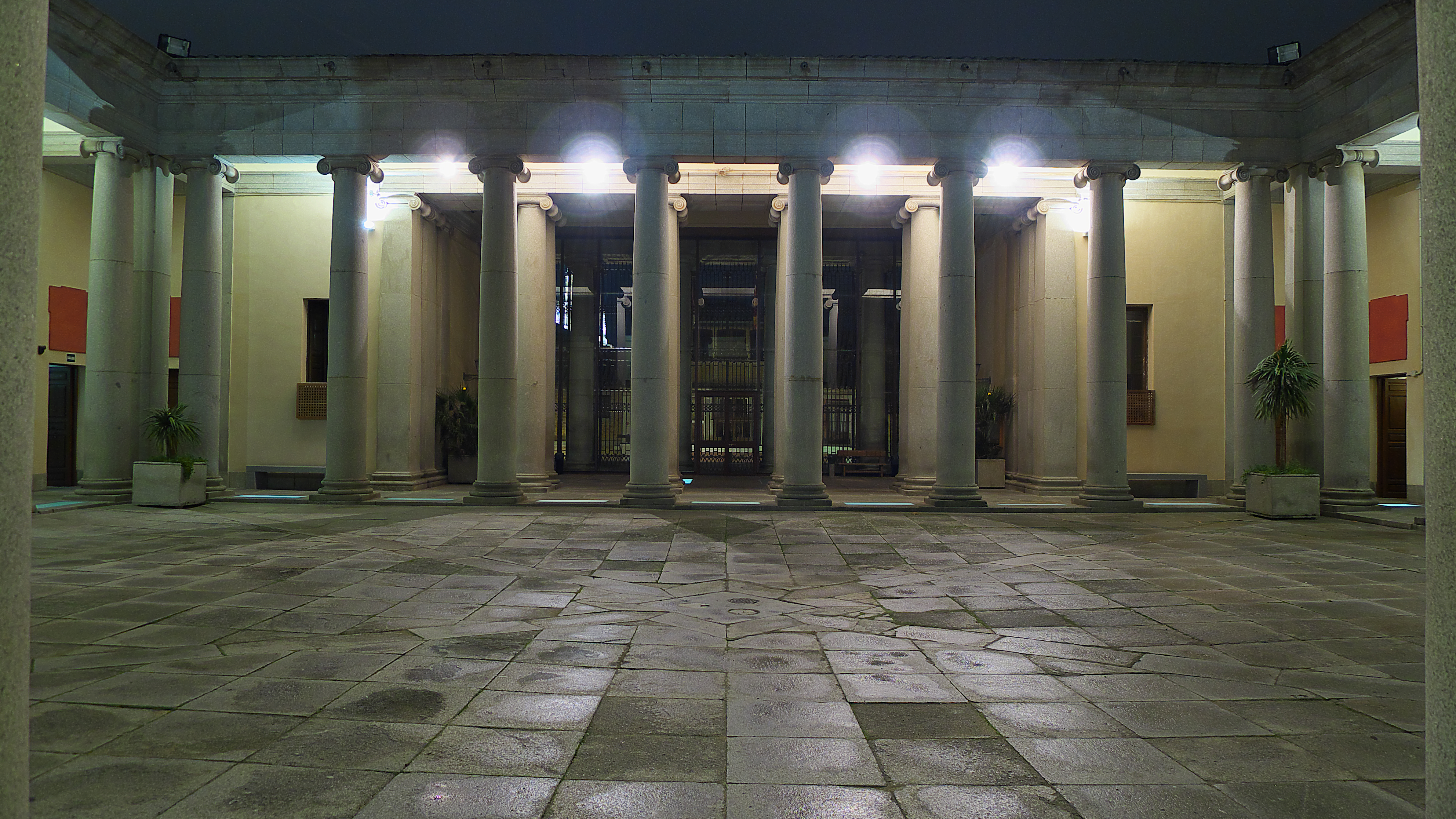
El patio central del Palacio de Lorenzana en Toledo, España.

Muchos de los patios anteriores tienen notas mudéjares, pero hay claro un tipo de estilo con tres crujías rectangular, el lado exterior suele estar sin habitaciones abajo y con pocas luces sobre la calle. La influencia musulmana es muy prominente en este estilo de patio; se puede verla a través de los diseños en los arcos y las columnas. Un ejemplo del patio Mudéjar es el patio de la Plaza del Consistorio, 3 "Casa del Conde Esteban."

### Renacimiento
El Renacimiento presenta otro estilo de patio que se puede ver en edificios palacianos, como el del Alcázar de Toledo y del Convento de San Pedro Mártir con arquerías en el patio en cuatro lados, capiteles y trozos de columnas por el suelo. 

### Barroco
Los patios del estilo Barroco son muy variados, pero tiene como nota común el que se acogen a programas menos rígidos y que aceptan con frecuencia las pilastras, generalmente de gneis sin ochavar y el arco rebajado. Un ejemplo del patio barroco es el patio de la calle Nuñez del Arce, 12, aunque las columnas son del estilo gótico.

### Neoclásico
El patio en el Palacio de Lorenzana de la Real Universidad de Toledo muestra un buen ejemplo de un patio neoclásico. Construido en los últimos años del siglo XVIII, el palacio tiene un patio grande en el centro de granito. Se encuentra el estilo distinto en las columnas, que parecen a columnas griegas.

## Festival de los Patios de Toledo
Los “Patios de Toledo” son un evento anual en el cual se puede apreciar la historia, diversidad, y arquitectura de Toledo (España). Esta tradición ocurre durante el Corpus Christi en Toledo cuando muchos Toledanos abren sus casonas, de modo gratuito, para que el público pueda ver sus patios. Los patios se adornan de forma espectacular y se abren las puertas permitiendo descubrir unos espacios privados únicos y secretos.
Durante el festival de los “Patios de Toledo” en 2017, había 41 patios que se abren al público, en varios lugares en Toledo del 12 al 17 de junio. Este festival representa a la cultura Toledana tan diversa y significativa. Los patios, con influencia árabe y romana, muestran la mezcla de culturas en Toledo, identifican su historia y herencia cultural. En el festival, hay actuaciones de muchos géneros de música en los patios, desde el pop, al flamenco, la música clásica, música sefardí, coros, y cuentacuentos.

### El concurso de los patios
La tradición de juzgar los patios empezó en 2000, por iniciativa de un Comité o Foro Local de Patrimonio, y bajo el auspicio del Proyecto AVEC (Alianza de Ciudades Europeas de la Cultura), en conjunto con muchos ciudadanos de Toledo, empezó con la intención de preservar y celebrar la cultura única de Toledo. Este concurso representa la movilización y unificación de mucha gente de Toledo, por una causa común. Es un ejemplo muy fuerte de la importancia de recordar y celebrar la historia y cultura de una ciudad hoy en día. La ciudad de Toledo ha creado una manera muy divertida y dinámica de preservar un aspecto muy importante de su patrimonio: el patio Toledano.
Hasta el año 2014, había un concurso entre los patios de Toledo. Posteriormente, a partir de 2015 se iniciaba un nuevo formato, dando paso a los Certámenes. Actualmente en los Certámenes, se establecen diversos diplomas y distinciones que otorga un jurado compuesto por Asociaciones Culturales toledanas. Concurren seis diplomas distintos: el “Patio mejor conservado arquitectónicamente,” la “Conservación de elementos patrimoniales,” la “Intervención más creativa,” el “Mantenimiento de la estructura andalusí y conservación de sus elementos singulares” el "Patio mejor adornado con alegorías del Corpus Christi.”.al ·"Patio con mejor adaptacióin  bioclimática"  y, por parte de la Asociación a los "Patios  mejor decorados con alegorías de la festividad de Corpus Christi.
Se evalúan los patios con los criterios del jurado de la Asociación Amigos de los Patios de Toledo. La composición del jurado se realiza con miembros del Ayuntamiento de Toledo, Consorcio de la Ciudad de Toledo, Real Academia de Bellas Artes y Ciencias Históricas de Toledo, Real Fundación de Toledo, Colegio de Arquitectos de Castilla-La Mancha, Asociación Tulaytula y Junta Toledana Pro-Corpus.
No cabe duda de que los Concursos y Certámenes anuales de los Patios de Toledo, es la punta del iceberg de lo que supone el fenómeno de los patios en la Ciudad de Toledo. Son más de ciento ochenta los patios que, hasta 2017 se han presentado al público a lo largo de estos diecisiete años de andadura. Esta es ya una cantidad importante, que asombraría a mucha gente, pero si además decimos que la Asociación Amigos de los Patios de Toledo, tiene localizados y fotografiados cerca de cuatrocientos patios y por localizar y fotografiar algunos más, es ya una cantidad más difícil de creer. 
De entrada se nos ocurre que Toledo debería ser, La Ciudad de los patios. Podemos asegurar que no hay ciudad que tenga más patios que Toledo… me refiero a patios patrimoniales, de arquitectura culta, con columnas, galerías, zapatas y canecillos, fuentes, pozos y aljibes, de una antigüedad que oscila entre el siglo XIV y el XIX (modernistas), no patinillos de ventilación de 3x3 como en los edificios modernos.
Pues es verdad, todos esos patios están en el Centro Histórico de la Ciudad de Toledo, Patrimonio de la Humanidad. Pero los Certámenes y Concursos anuales, no terminan de despegar. El público local y visitante, lo viven y lo esperan todos los años con ilusión, muchos artistas actúan en los patios durante los Certámenes desinteresadamente, los medios de comunicación, divulgan a los cuatro vientos todos los acontecimientos que originan estos Certámenes, pero las Administraciones no terminan de apoyar a la Asociación, como según estos números deberían de interesarles. 
De entrada, la Asociación tiene ya reconocida, en la Oficina Española de Patentes y Marcas, como Marca Nacional: PATIOS DE TOLEDO. Además, ha sido reconocido, la Asociación, el Concurso y los Patios presentados en los Concursos, con un Premio muy especial, de la Real Fundación de Toledo; “Tarasca de Honor”, por la Junta Pro-Corpus de Toledo; La Calle de la Merced, dedicada a la Asociación por el Ayuntamiento de Toledo y “Los Patios de Toledo, Bien de Interés Patrimonial, categoría bien inmaterial”, por la Junta de Comunidades de Castilla-La Mancha (DOCM, n.º 23 - 4-02-2015). En noviembre de 2019, fueron galardonados en la IX Edicición de los Premios Cope de Castilla-La Mancha. 
Todos estos reconocimientos están muy bien, son de agradecer y animan a la Asociación a seguir trabajando, para que los Patios de Toledo, sean conocidos y reconocidos por propios y extraños y que contribuyan al bien de la Ciudad de Toledo. 
Pero falta un empuje económico importante, que nunca llega y que es tan necesario en una acción tan importante como la que lleva a cabo la Asociación, que cuenta solo como ingresos seguros, las cuotas de cerca de una centena de socios y lo que el Ayuntamiento de Toledo y el Consorcio de la Ciudad de Toledo, decidan aportar a los Certámenes.

### Festivales similares
Hay un festival similar en Córdoba (España), la Fiesta de los Patios de Córdoba, celebrado, generalmente, durante la segunda y tercera semanas de mayo. El tipo de patios que se encuentra en Córdoba se llaman el “patio andaluz,” y es característica de la arquitectura en Andalucía, en el sur de España. En Andalucía, como en Toledo, hay una fusión arquitectónica del mundo romano y musulmán que han generado a través de los siglos una cultura particular de los patios que, en muchas ciudades, como Córdoba y Toledo se celebra cada primavera en unas fiestas celebrando e incentivando su cuidado y decoración.